# 호타 (음악)

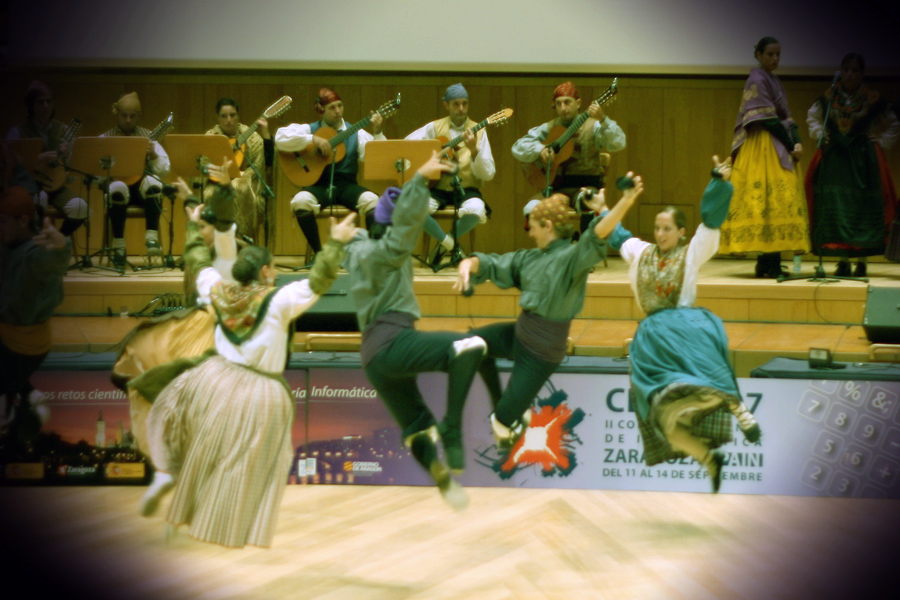
아라곤 지방의 호타 춤.

호타(스페인어: jota)는 스페인의 춤곡이다. 아라곤 지방의 것이 유명하다. 3박자로 빠른 템포가 특징이다.